# دبليو 79 (قنبلة نووية)

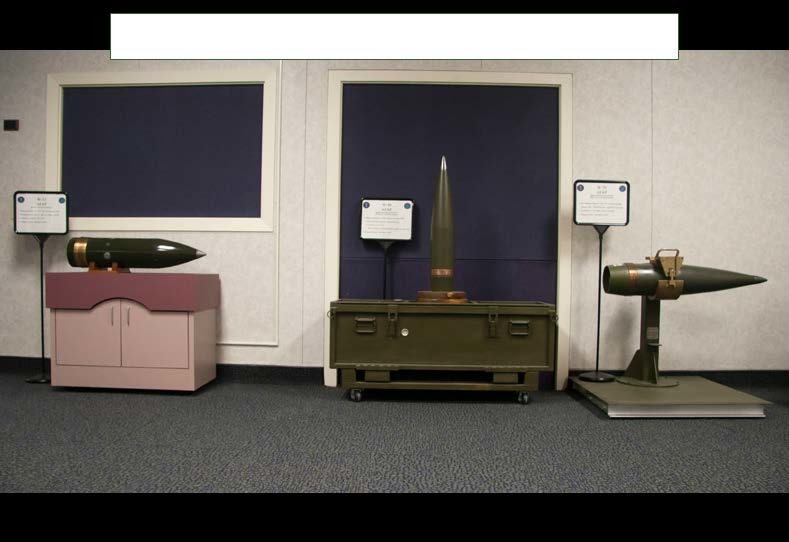

دبليو 79 هو قذيفة مدفعية نووية أمريكية قادرة على الإطلاق من أي مقياس من مدافع هاوتزر.
تم إنتاج دبليو 79 في نموذجين:
- دبليو 79 - 0
- دبليو 79 - 1

كان كلاهما عبارة عن انفجار خطي قائم على البلوتونيوم وهو سلاح نووي.
كان «دبليو 79 - 0» عبارة عن جهاز متغير العائد تتراوح من 100 طن إلى 1.1 كيلو طن والإشعاع المعزز (القنبلة النيوترونية) التي يمكن تشغيلها أو إيقاف تشغيلها. 
كان «دبليو 79 - 1» هو الانشطار فقط بدون خيار الإشعاع المعزز وكان له عائد ثابت يبلغ 0,8 كيلو طن (800 طن من مادة تي إن تي).
تم إنتاج دبليو 79 ابتداءً من عام 1976 واستمر بالخدمة حتى عام 1986.